# Viliskeri (vid Koelsuu, Gustavs)
Viliskeri är en ö i Finland.   Den ligger i kommunen Gustavs i den ekonomiska regionen Nystadsregionen och landskapet Egentliga Finland, i den sydvästra delen av landet, 200 km väster om huvudstaden Helsingfors. Arean är 0,49 kvadratkilometer.
Terrängen på Viliskeri är mycket platt. Öns högsta punkt är 10 meter över havet. Den sträcker sig 1,4 kilometer i nord-sydlig riktning, och 0,9 kilometer i öst-västlig riktning.